# Isekai Cheat Magician
Isekai Cheat Magician (異世界チート魔術師, Isekai Chīto Majishan, litt. « Les Magiciens tricheurs d'un autre monde ») est une série de light novel écrite par Takeru Uchida et illustrée par Nardack. L'histoire suit les aventures de Taichi Nishimura et Rin Azuma, deux lycéens, qui sont envoyés dans un autre monde de fantasy où ils ont obtenu des capacités magiques hors-normes et commencé leur nouvelle vie de magiciens.
Publiée à l'origine en ligne comme étant une websérie sur le site Shōsetsuka ni narō, elle est éditée en light novel par Shufunotomo depuis juin 2013,. Une adaptation en manga de Karin Suzuragi est publiée dans le magazine Monthly Shōnen Ace de Kadokawa Shoten depuis décembre 2016. Une adaptation en série télévisée d'animation par le studio Encourage Films est diffusée pour la première fois entre le 10 juillet et le 25 septembre 2019,.

## Intrigue
Taichi Nishimura et Rin Azuma sont deux lycéens qui menaient une vie simple au quotidien jusqu'au jour où ils sont soudainement emmenés dans un autre monde. Pour pouvoir survivre dans ce monde de fantasy, ils se sont mis en tête de devenir des aventuriers ; cependant, en passant un test d'aptitude magique dans la guilde la plus proche, ils apprennent qu'ils ont un potentiel de magie impensable en eux. C'est ainsi que débutent leurs aventures de magiciens tricheurs (en anglais : cheat)…

## Personnages

### Personnages principaux
Taichi Nishimura (西村太一, Nishimura Taichi)
Voix japonaise : Kōhei Amasaki,
Personnage principal de la série, il était un simple lycéen. Après avoir été emmené dans un monde différent avec Rin, il a gagné des pouvoirs exceptionnels qui peuvent lui permettre de raser un pays tout entier selon Lemia. Son niveau de magie n'est pas commun et il considère son pouvoir comme de la « triche ».
Rin Azuma (吾妻 凛, Azuma Rin)
Voix japonaise : Rie Takahashi,
L'héroïne de la série, elle était dans le même lycée que Taichi. C'est une jolie fille au corps de top-modèle qui est admirée et considérée comme « mignonne » par 9 personnes sur 10.
Dans la websérie, elle est appelée Kanade Azuma (吾妻 奏, Azuma Kanade).

### Autre monde

#### Le royaume magique d'Eristein

##### Azpire
Myula (ミューラ, Myūra)
Voix japonaise : Minami Tanaka,
Une elfe magicienne. Elle est une des premières disciple de Lemia. Elle combat principalement à l'épée.
Lemia (レミーア, Remīa)
Voix japonaise : Sayaka Ohara,
Elle est l'une des plus puissantes magiciennes du monde. C'est une femme à l'apparence séduisante.
Anastasia (アナスタシア, Anasutashia)
Voix japonaise : Ayumi Mano (ja),
Une ancienne assassin qui a attaqué Taichi et Rin.
Milo / Mélo (ミロ/メロ, Miro / Mero)
Voix japonaise : Hina Kino,
Des magiciennes jumelles excellant dans l'attribut de la terre.

##### Venefix
Gilmar Eristein (ジルマール エリステイン, Jirumāru Erisutein)
Voix japonaise : Hiroshi Yanaka,
Le Roi du royaume magique d'Eristein (エリステイン魔法王国, Erisutein mahō ōkoku), un pays reconnu pour ses magiciens de haut rang.
Charlotte Eristein (シャルロット エリステイン, Sharurotto Erisutein)
Voix japonaise : Rie Suegara (ja),
La fille de Gilmar et princesse du royaume. Elle est une mage spacio-temporel. C'est elle qui a invoqué Taichi et Rin.
Arcena Norman (アルセナ ノーマン, Arusena Nōman)
Voix japonaise : Saori Ōnishi (ja),
Elle est la fille du marquis Norman. Elle est envoyée comme messagère du roi Gilmar pour convoquer Taichi et les autres vers la capitale du royaume Venefix.
Sméla (スミェーラ, Sumyēra)
Voix japonaise : Marina Inoue,
Elle est le général du royaume magique d'Eristein et commandante de l'armée royale.
Doltessaim (ドルトエスハイム, Dorutoesuhaimu)
Voix japonaise : Jirō Saitō (ja),
Le frère de Gilmar qui s'oppose à la politique étrangère de ce dernier.

#### Esprits
Aerial (エアリィ, Earyi)
Voix japonaise : Yurika Kubo,
C'est un esprit du vent, très puissant. Elle viendra en aide à Taichi, puis il deviendra son maître. Il s'avère aussi qu'elle est une partie d'un des quatre roi des esprits, la reine Sylphide

#### Antagonistes
Kasim (カシム, Kashimu)
Voix japonaise : Hiro Shimono,
Un fermier. Il travaille en secret sous les ordres d'une femme mystérieuse.
Grami (グラミ, Gurami)
Voix japonaise : Yōko Hikasa,
Une magicienne folle de combats. On l'aperçoit souvent avec Kasim.
Rodra (ロドラ, Rodora)
Voix japonaise : Daisuke Hirakawa (ja),
Un homme mystérieux dont Kasim suit les ordres à la lettre.

### Autres
Takashi Onodera (小野寺 貴史, Onodera Takashi)
Un ami de Taichi.

## Productions et supports

### Light novel
Écrite par Takeru Uchida, Isekai Cheat Magician (異世界チート魔術師) est initialement publiée en ligne sur le site au contenu généré par les utilisateurs Shōsetsuka ni narō le 6 avril 2012, et dont la publication est toujours en cours. Shufunotomo a acquis les droits d'éditions de la série pour une publication physique et l'a adaptée en light novel avec des illustrations de Nardack sous leur marque de publication Hero Bunko depuis juin 2013. À ce jour, dix-sept volumes ont été publiés.

#### Liste des volumes
| no | Japonais          | Japonais          |
| no | Date de sortie    | ISBN              |
| -- | ----------------- | ----------------- |
| 1  | 28 juin 2013      | 978-4-07-290972-0 |
| 2  | 26 décembre 2013  | 978-4-07-294220-8 |
| 3  | 29 septembre 2014 | 978-4-07-299163-3 |
| 4  | 30 septembre 2015 | 978-4-07-403070-5 |
| 5  | 30 mai 2016       | 978-4-07-417668-7 |
| 6  | 30 juin 2017      | 978-4-07-426236-6 |
| 7  | 28 décembre 2017  | 978-4-07-429080-2 |
| 8  | 31 mai 2018       | 978-4-07-432610-5 |
| 9  | 30 mars 2019      | 978-4-07-437079-5 |
| 10 | 28 juin 2019      | 978-4-07-439575-0 |
| 11 | 28 septembre 2019 | 978-4-07440561-9  |
| 12 | 30 mars 2020      | 978-4-07-442838-0 |
| 13 | 30 septembre 2020 | 978-4-07-446026-7 |
| 14 | 27 février 2021   | 978-4-07-447942-9 |
| 15 | 29 octobre 2021   | 978-4-07-449711-9 |
| 16 | 31 janvier 2024   | 978-4-07-456705-8 |
| 17 | 30 septembre 2024 | 978-4-07-460836-2 |

### Manga
Une adaptation en manga, dessinée par Karin Suzuragi, est lancée dans le numéro de février 2017 du magazine de prépublication de shōnen manga Monthly Shōnen Ace, paru le 26 décembre 2016. Les chapitres sont rassemblés et édités dans le format tankōbon par Kadokawa Shoten avec le premier volume publié en juin 2017 ; la série compte à ce jour dix-huit volumes tankōbon.
Soreyuke! Isekai Cheat Magician (それゆけ！異世界チート魔術師, litt. « En avant ! Les Magiciens tricheurs d'un autre monde ») est une série dérivée de manga comique au format quatre cases dessinée par Taku Kawamura, qui est aussi prépubliée dans le même magazine depuis le 25 août 2018. Des chapitres exclusifs sont parallèlement publiés sur les sites Comic Walker et Nico Nico Seiga. Le dernier chapitre est publié dans le numéro de décembre 2019 du magazine, sorti le 26 octobre 2019. Le premier volume tankōbon est publié en mars 2019 ; à ce jour, deux volumes tankōbon sont sortis.

#### Liste des volumes

##### Isekai Cheat Magician
| no | Japonais          | Japonais          |
| no | Date de sortie    | ISBN              |
| -- | ----------------- | ----------------- |
| 1  | 26 juin 2017      | 978-4-04-105917-3 |
| 2  | 26 octobre 2017   | 978-4-04-106309-5 |
| 3  | 26 avril 2018     | 978-4-04-106310-1 |
| 4  | 26 septembre 2018 | 978-4-04-107474-9 |
| 5  | 26 mars 2019      | 978-4-04-107477-0 |
| 6  | 25 juin 2019      | 978-4-04-108356-7 |
| 7  | 26 octobre 2019   | 978-4-04-108357-4 |
| 8  | 25 avril 2020     | 978-4-04-109338-2 |
| 9  | 26 septembre 2020 | 978-4-04-109340-5 |
| 10 | 26 février 2021   | 978-4-04-109341-2 |
| 11 | 26 juillet 2021   | 978-4-04-111584-8 |
| 12 | 25 février 2022   | 978-4-04-111586-2 |
| 13 | 26 juillet 2022   | 978-4-04-112723-0 |
| 14 | 26 janvier 2023   | 978-4-04-113364-4 |
| 15 | 26 juin 2023      | 978-4-04-113825-0 |
| 16 | 26 décembre 2023  | 978-4-04-114437-4 |
| 17 | 25 juin 2024      | 978-4-04-115051-1 |
| 18 | 26 décembre 2024  | 978-4-04-115712-1 |
| 19 | 26 août 2025      | 978-4-04-116543-0 |

##### Soreyuke! Isekai Cheat Magician
| no | Japonais       | Japonais          |
| no | Date de sortie | ISBN              |
| -- | -------------- | ----------------- |
| 1  | 26 mars 2019   | 978-4-04-107821-1 |
| 2  | 25 juin 2019   | 978-4-04-108355-0 |

### Anime
Une adaptation en une série télévisée d'animation a été annoncée par Kadokawa en avril 2018,. Celle-ci est réalisée par Daisuke Tsukushi au sein du studio d'animation Encourage Films avec les scripts écrits par Takayo Ikami, les character designs de Shuji Maruyama et la bande originale composée par Yoshiaki Fujisawa,. La série est diffusée pour la première fois au Japon entre le 10 juillet et le 25 septembre 2019 sur AT-X, et un peu plus tard sur Tokyo MX, KBS, SUN, TVA et BS11,. La série est composée de 12 épisodes répartis dans trois coffrets Blu-ray/DVD.
Anime Digital Network détient les droits de diffusion en simulcast de la série en France, en Belgique, en Luxembourg, en Suisse, en Andorre et à Monaco. Animax Asia (en) diffuse la série en Asie du Sud et Sud-Est, à Hong Kong, à Macao et à Taïwan. Crunchyroll la diffuse dans le monde entier, excepté en Asie et dans les régions francophones d'Europe.
La chanson de l'opening de la série, intitulée Panta Rhei, est produite par le groupe MYTH & ROID, tandis que celle de l'ending, Chiisana omoi (小さな想い), est interprétée par Rie Takahashi sous le nom de son personnage.

#### Liste des épisodes
| No | Titre français                      | Titre japonais         | Titre japonais                     | Date de 1re diffusion |
| No | Titre français                      | Kanji                  | Rōmaji                             | Date de 1re diffusion |
| -- | ----------------------------------- | ---------------------- | ---------------------------------- | --------------------- |
| 1  | Les Égarés d'un autre monde         | 異世界からの「迷い人」 | Isekai kara no “mayoi hito”        | 10 juillet 2019       |
| 2  | Entraînement magique                | 魔術修行               | Majutsu shugyō                     | 17 juillet 2019       |
| 3  | Les Débuts des aventuriers          | 駆け出し冒険者         | Kakedashi bōken-sha                | 24 juillet 2019       |
| 4  | Le Pacte écarlate                   | 真紅の契約             | Shinku no keiyaku                  | 31 juillet 2019       |
| 5  | L'Odeur de la machination           | 策動の匂い             | Sakudō no nioi                     | 7 août 2019           |
| 6  | La Ligne de défense d'Azpire        | アズパイア防衛線       | Azupaia bōeisen                    | 14 août 2019          |
| 7  | Invocateur                          | 召喚師                 | Shōkan-shi                         | 21 août 2019          |
| 8  | Venefix, la capitale royale         | 王都ウェネーフィクス   | Ōto Wenēfikusu                     | 28 août 2019          |
| 9  | Le Commencement de la guerre        | 戦のはじまり           | Ikusa no hajimari                  | 4 septembre 2019      |
| 10 | Une conciliation                    | ひつの決着             | Hitotsu no ketchaku                | 11 septembre 2019     |
| 11 | La Bataille de Marwalt              | マーウォルトの会戦     | Māworuto no kaisen                 | 18 septembre 2019     |
| 12 | Isekai Cheat Magician               | 異世界チート魔術師     | Isekai Chīto Majishan              | 25 septembre 2019     |
| 13 | Fête des étoiles du soir et sorcier | 宵星の祭りと魔術師     | Yoiboshi no matsuri to majutsu-shi | 4 juillet 2021        |

## Accueil
Le tirage total de la série a dépassé les 2 millions d'exemplaires en juin 2019.

### Œuvres
Light novel
1. 1 2  (ja) « 異世界チート魔術師１ », sur Shufunotomo (consulté le 28 juin 2019)
2. 1 2  (ja) « 異世界チート魔術師２ », sur Shufunotomo (consulté le 28 juin 2019)
3. 1 2  (ja) « 異世界チート魔術師３ », sur Shufunotomo (consulté le 28 juin 2019)
4. 1 2  (ja) « 異世界チート魔術師４ », sur Shufunotomo (consulté le 28 juin 2019)
5. 1 2  (ja) « 異世界チート魔術師５ », sur Shufunotomo (consulté le 28 juin 2019)
6. 1 2  (ja) « 異世界チート魔術師６ », sur Shufunotomo (consulté le 28 juin 2019)
7. 1 2  (ja) « 異世界チート魔術師７ », sur Shufunotomo (consulté le 28 juin 2019)
8. 1 2  (ja) « 異世界チート魔術師８ », sur Shufunotomo (consulté le 28 juin 2019)
9. 1 2  (ja) « 異世界チート魔術師９ », sur Shufunotomo (consulté le 28 juin 2019)
10. 1 2  (ja) « 異世界チート魔術師１０ », sur Shufunotomo (consulté le 28 juin 2019)
11. 1 2  (ja) « 異世界チート魔術師１１ », sur Shufunotomo (consulté le 19 septembre 2019)
12. 1 2  (ja) « 異世界チート魔術師１２ », sur Shufunotomo (consulté le 4 septembre 2020)
13. 1 2  (ja) « 異世界チート魔術師１３ », sur Shufunotomo (consulté le 13 février 2021)
14. 1 2  (ja) « 異世界チート魔術師１４ », sur Shufunotomo (consulté le 7 mai 2021)
15. 1 2  (ja) « 異世界チート魔術師１５ », sur Shufunotomo (consulté le 12 novembre 2021)
16. 1 2  (ja) « 異世界チート魔術師１６ », sur Shufunotomo (consulté le 18 février 2024)
17. 1 2  (ja) « 異世界チート魔術師１７ », sur Shufunotomo (consulté le 2 décembre 2024)

Manga
Isekai Cheat Magician
1. 1 2  (ja) « 異世界チート魔術師　（１） », sur Kadokawa (consulté le 28 juin 2019)
2. 1 2  (ja) « 異世界チート魔術師　（２） », sur Kadokawa (consulté le 28 juin 2019)
3. 1 2  (ja) « 異世界チート魔術師　（３） », sur Kadokawa (consulté le 28 juin 2019)
4. 1 2  (ja) « 異世界チート魔術師　（４） », sur Kadokawa (consulté le 28 juin 2019)
5. 1 2  (ja) « 異世界チート魔術師　（５） », sur Kadokawa (consulté le 28 juin 2019)
6. 1 2  (ja) « 異世界チート魔術師　（６） », sur Kadokawa (consulté le 28 juin 2019)
7. 1 2  (ja) « 異世界チート魔術師　（７） », sur Kadokawa (consulté le 19 septembre 2019)
8. 1 2  (ja) « 異世界チート魔術師　（８） », sur Kadokawa (consulté le 4 septembre 2020)
9. 1 2  (ja) « 異世界チート魔術師　（９） », sur Kadokawa (consulté le 4 septembre 2020)
10. 1 2  (ja) « 異世界チート魔術師　（１０） », sur Kadokawa (consulté le 13 février 2021)
11. 1 2  (ja) « 異世界チート魔術師　（１１） », sur Kadokawa (consulté le 5 juillet 2021)
12. 1 2  (ja) « 異世界チート魔術師　（１２） », sur Kadokawa (consulté le 31 janvier 2022)
13. 1 2  (ja) « 異世界チート魔術師　（１３） », sur Kadokawa (consulté le 27 juillet 2022)
14. 1 2  (ja) « 異世界チート魔術師　（１４） », sur Kadokawa (consulté le 2 janvier 2023)
15. 1 2  (ja) « 異世界チート魔術師　（１５） », sur Kadokawa (consulté le 2 mai 2023)
16. 1 2  (ja) « 異世界チート魔術師　（１６） », sur Kadokawa (consulté le 14 novembre 2023)
17. 1 2  (ja) « 異世界チート魔術師　（１７） », sur Kadokawa (consulté le 30 mai 2024)
18. 1 2  (ja) « 異世界チート魔術師　（１８） », sur Kadokawa (consulté le 2 décembre 2024)
19. 1 2  (ja) « 異世界チート魔術師　（１９） », sur Kadokawa (consulté le 4 juillet 2025)

Soreyuke! Isekai Cheat Magician
1. 1 2  (ja) « それゆけ！　異世界チート魔術師　（１） », sur Kadokawa (consulté le 28 juin 2019)
2. 1 2  (ja) « それゆけ！　異世界チート魔術師　（２） », sur Kadokawa (consulté le 28 juin 2019)